# Reumont
Reumont is een gemeente in het Franse Noorderdepartement (regio Hauts-de-France) en telt 347 inwoners (2005). De plaats maakt deel uit van het arrondissement Cambrai.

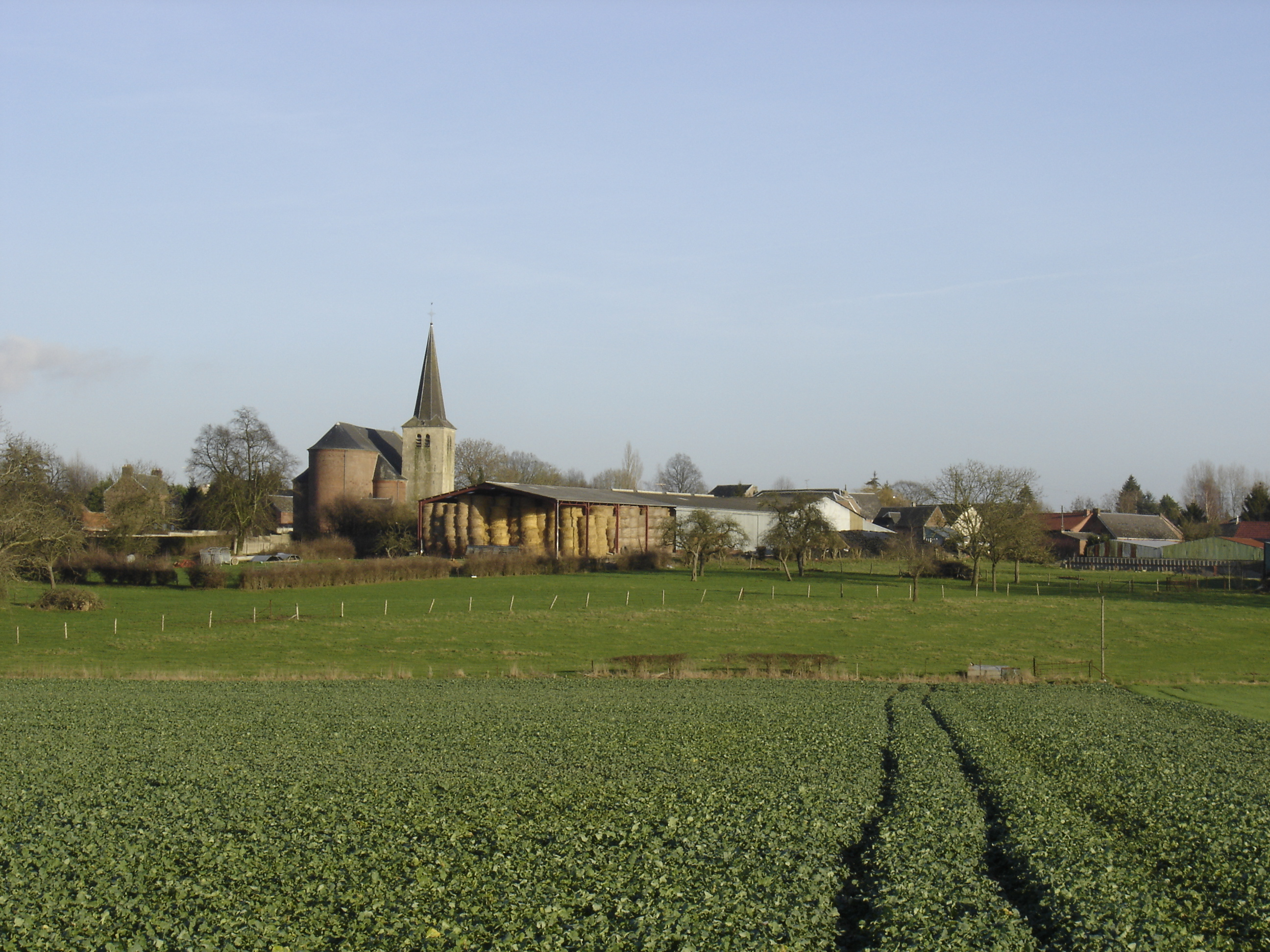
Zicht op Reumont

## Geografie
De oppervlakte van Reumont bedraagt 2,8 km², de bevolkingsdichtheid is 123,9 inwoners per km².
De onderstaande kaart toont de ligging van Reumont met de belangrijkste infrastructuur en aangrenzende gemeenten.

## Demografie
Onderstaande figuur toont het verloop van het inwonertal (bron: INSEE-tellingen).